# Лулеџија
Лулеџијa је занатлија који прави луле за пушење.Лула је направа од печене глине или специјалних врста дрвета, за пуњење сецканим дуваном и пушење, пореклом из Америке. 

## Историјат
Лула је у употреби међу америчким Индијанцима још од праисторијског доба. Употреба луле се прво раширила у Енглеској у 16. веку, Употреба луле у нашој земљи је из каснијег периода, вероватно из 17. века.
У Босни и Херцеговини се пре дувана користио опијум који је стизао из Македоније. Лулеџије су правиле луле за пушење.Када се појавио цигар-папир лулеџије су почеле да праве мале луле за цигарете. Луле су се добро продавале јер су их пушачи често мењали. Ни најсиромашнији нису пушили месец дана на исту лулу.

## Материјали
Луле се праве од свих врста тврдих дрвета. Наравно по свом квалитету издвојили су се врес, маслина и абонос.
Формације коренских стабала грма Erica Arborea, који расте у Средоземљу на оскудном каменитом тлу, од давнина се користе за израду лула. Кугласти део грма - „чвор", који се налази између дебла и корена и налази се у тлу, има сложену структуру. Пре израде луле од бријара потребно је пуно манипулација с "чвором". Потребно је ископати ову лопту из земље, а да се не оштети и за то треба пронаћи одговарајући грм, исправно процењене старости, односно довољне величине за израду лула.
Јефтиније опције су дрво крушке или букве. Понекад се користи корење разних стабала, на пример трешње. За израду лула није погодно смоласто дрвеће као и оно са ниском отпорношћу на топлоту.
Meerschaum - порозни бели минерал, такође  се користи за израду лула, главна налазишта су у Турској. 
Глина и порцелан су најјефтинија опција за израду цеви луле. 
Такође, напредни мајстори траже разне опције и комбинације материјала - од метала до пластике.